# کوودووو
کوودووو (به لهستانی:  Kołdowo) یک روستا در لهستان است که در گمینا چووخوو واقع شده‌است.
 کوودووو  ۴۴۶ نفر جمعیت دارد.